# ميشيل هيس
ميشيل هيس (بالإنجليزية: Michelle Hess)‏ هي لاعبة كرة الشبكة جنوب أفريقية، ولدت في 21 سبتمبر 1984 في كيب تاون في جنوب أفريقيا.